# Abràmtsevo
Abràmtsevo —Абра́мцево (rus)— és un museu a una antiga colònia d'artistes del mateix nom al raión de Sérguiev Possad, óblast de Moscou, Rússia. És a 60 km al nord-est de Moscou, a la vora del Voria, afluent del Kliazma. El lloc va ser habitat des del segle xvi.
El 1843 l'escriptor, assagista, crític literari Serguei Aksàkov va comprar la propietat amb l'herència del seu pare, però no va fer grans canvis a l'edifici. Hi va acollir escriptors com Ivan Turguénev, Mijail Zagoskin, Nikolai Gógol, el poeta Fiódor Tiúttxev, l'actor Mijail Shchepkin, els historiadors Timofei Nikolàievitx Granovski i Mijail Pogodin, i altres contemporanis famosos. Era un lloc tranquil de trobada, fora de l'efervescència de la capital. Quan Aksàkov va morir el 1859, i el seu fill poc després no hi va quedar poc o gaire activitat.

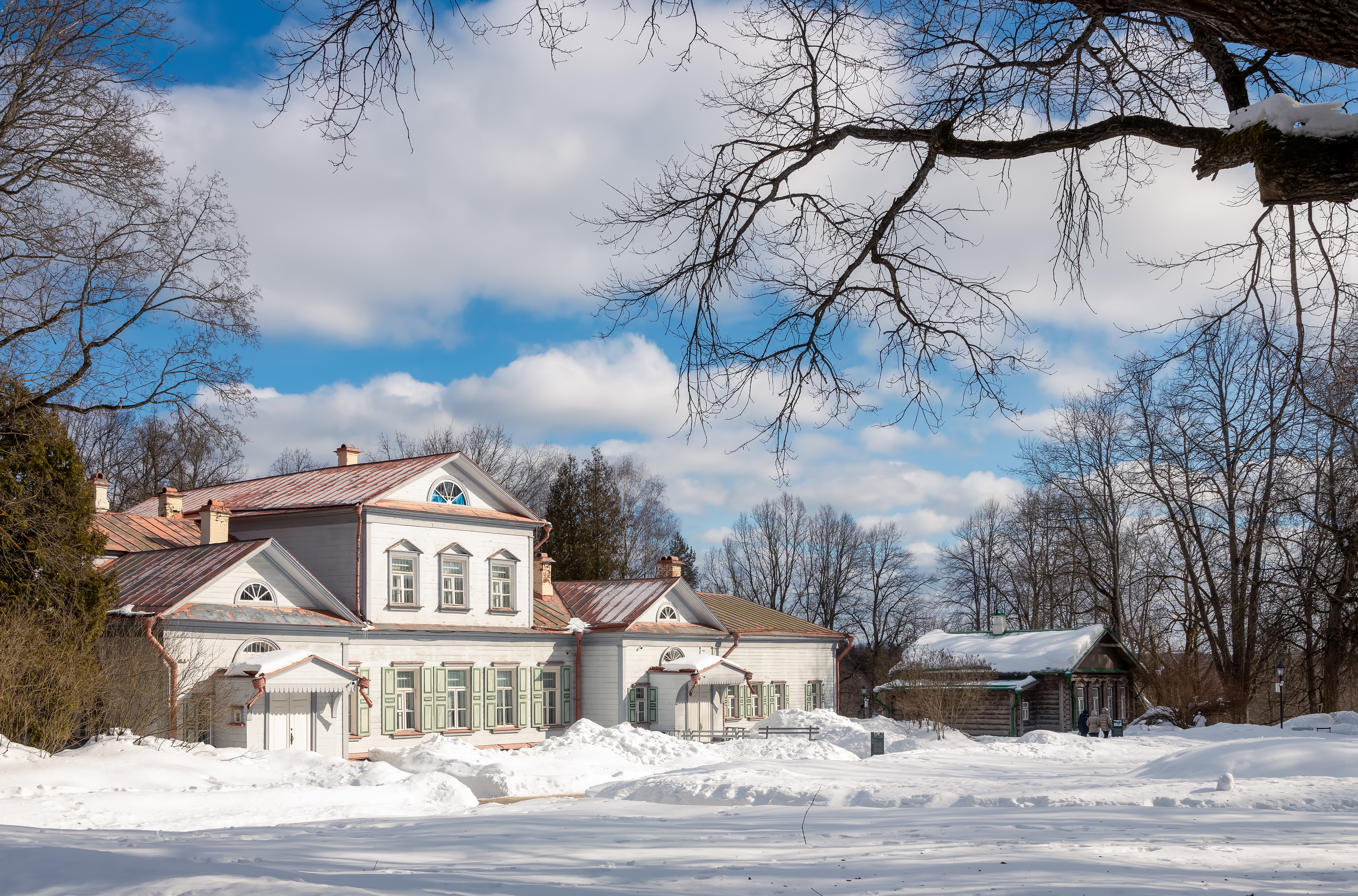
Abramtsevo

El 1870 l'empresari i mecenes Savva Màmontov (1841-1918) va comprar la finca a la filla d'Adsàkov. Va pagar una reforma i restauració i en va fer un centre per al desenvolupament de l'art rus, i sobretot per al renaixement de les arts artesanals, en el marc del moviment internacional dels Arts and Crafts en un moviment nacionalista per protegir la cultura autèntica de les influències occidentals.
De 1881 a 1882, Vasili Polenov i Viktor Vasnetsov van dissenyar una església inspirada en les esglésies medievals de Nóvgorod Pskov i Suzdal. Molts altres artistes van col·laborar en la decoració interior i la pintura de les icones. El 1890 l'artista Serguei Maliutin hi va crear la primera matrioixca, la típica sèrie de nines imbricades que s'ha convertit en una icona de la cultura russa fins avui.
El 1920 després de la revolució d'octubre del 1917 la finca va ser nacionalitzada i va esdevenir un museu que es va tancar al públic el 1932, tot i romandre un lloc que acollia artistes. El 1947, Ióssif Stalin en va confiar la gestió a l'Acadèmia de Ciències de la Unió Soviètica i des del 1950 el museu va reobrir.